# Auf der Freiheit
Auf der Freiheit (dänisch: Friheden) ist ein Ortsteil der Stadt Schleswig. Der Ortsteil erstreckt sich östlich des Holms und des Holmer Noors am nördlichen Ufer der Kleinen Breite der Schlei. Am der Freiheit gegenüberliegenden Schleiufer befindet sich die Gemeinde Fahrdorf.

## Geschichte
Die Freiheit wurde in der Frühen Neuzeit vor allem als Weidefläche genutzt. Ab 1604 gab es auf der Freiheit einen ersten Übungsplatz für Schießübungen der städtischen Bürgerschaft. Im Dreißigjährigen Krieg richteten Lüneburger Truppen sich dort eine Sternschanze ein. Während der letzten Pestwellen in den Jahren 1628 und 1712 wurden dort auch Tote beerdigt. Auch wurde der Ort für Hinrichtungen mit dem vom dänischen Militär 1684 aufgestellten Galgen genutzt. Nach der Niederlage Dänemarks im Deutsch-Dänischen Krieg 1864 fielen die Herzogtümer Schleswig, Holstein sowie Lauenburg aufgrund des Friedens von Wien unter gemeinsame Herrschaft Preußens und Österreichs. Preußische Truppen verwendeten nun die Freiheit als Reit- und Truppenübungsplatz. Bis 1926 gab es auf der Freiheit zudem einen Sportplatz. Der Abschnitt an der Schlei war ein beliebter Strandabschnitt. Nach der Machtübernahme durch die Nationalsozialisten 1933 wurde das Gelände von der Reichswehr übernommen und auf dem Gelände die Kaserne Auf der Freiheit erbaut.

## Konversion zum Stadtviertel Auf der Freiheit
Nachdem 2001 feststand, dass die Kaserne Auf der Freiheit durch die Bundeswehr geräumt wird, erfolgte die Beauftragung eines Berliner Unternehmens mit vorbereitenden Untersuchungen und Erstellung eines Entwicklungskonzepts für die zivile Nachnutzung des Areals. 2003 wurden diese Arbeiten abgeschlossen.

### Bau der Dänischen Schule

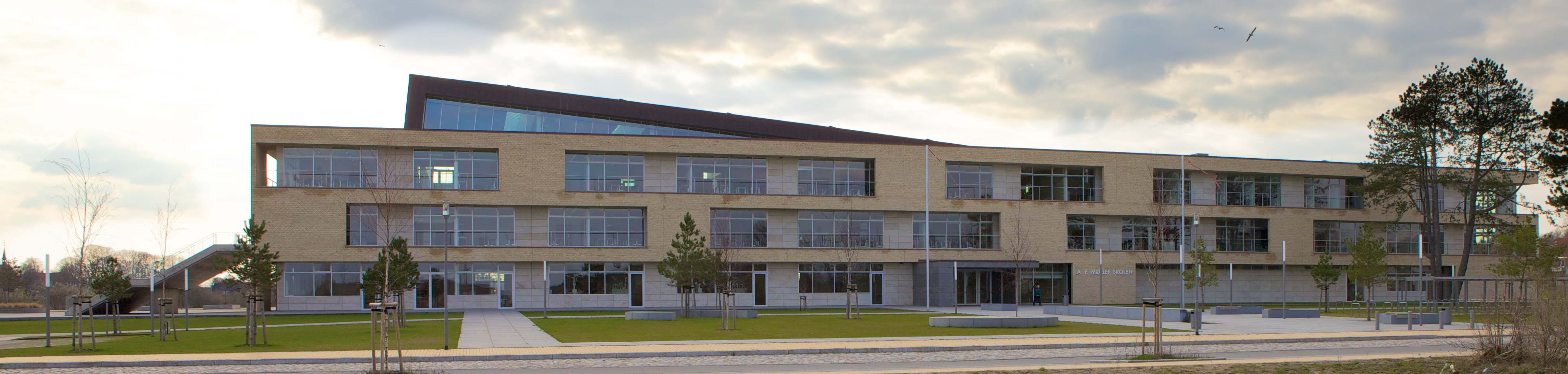
Die dänische A. P. Møller-Skolen auf der Freiheit

Bereits am 2. Februar 2004 beschloss die Ratsversammlung die Aufstellung eines ersten Bebauungsplans Nr. 83 für den Westteil des Kasernengebiets und zugleich der 6. Änderung des Flächennutzungsplans. Zwischen der bundeseigenen Gesellschaft für Entwicklung, Beschaffung und Betrieb, die die Kasernengrundstücke für den Bund als Eigentümer verwaltete, und der Stadt Schleswig wurde ein städtebaulicher Vertrag für das gesamte Areal ausgehandelt, der am 23. September 2004 unterzeichnet wurde. Der Bund verkaufte am 31. August 2005 die Kaserne an eine private Projektgesellschaft, die am 22. November 2005 ein etwa 11 Hektar großes Teilgelände im Nordwesten an einen dänischen Investor weiterveräußerte. Auf dieser Fläche sollte eine integrierte Gesamtschule mit gymnasialer Oberstufe für 625 Schüler mit Sport- und Freiflächen entstehen. Um dieses Vorhaben voranzubringen, entschied sich die Stadt am 22. Mai 2008 für eine Teilung des ursprünglichen Plangebietes und Aufstellung eines eigenen Bebauungsplans Nr. 83A für den Schulneubau. Neben dem Sondergebiet für Schule und Sport wurden im 13,2 Hektar großen Geltungsbereich des Bebauungsplans noch eine gemischte Baufläche für Verwaltung, kirchliche Zwecke, Gartenbaubetriebe, Tankstellen und Vergnügungsstätten ausgewiesen. Der Bebauungsplan wurde am 8. September 2008 beschlossen und ist am 24. März 2009 in Kraft getreten. Die A. P. Møller-Skolen wurde nach der bereits 2007 erfolgten Grundsteinlegung am 1. September 2008 eröffnet.

### Bebauung des südwestlichen Gebietsteils und Entwicklung bis 2016

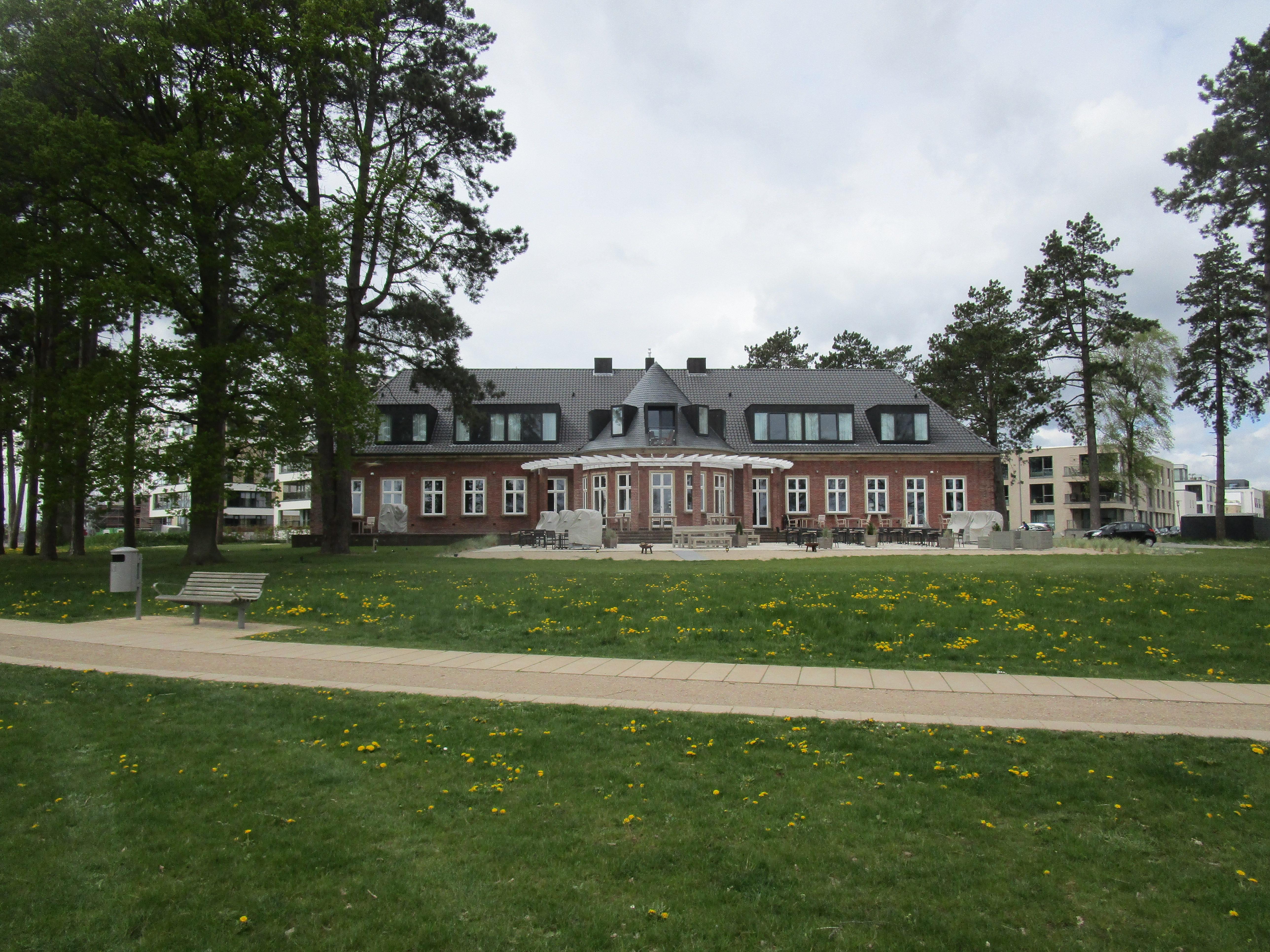
Das frühere Offizierskasino auf der Freiheit

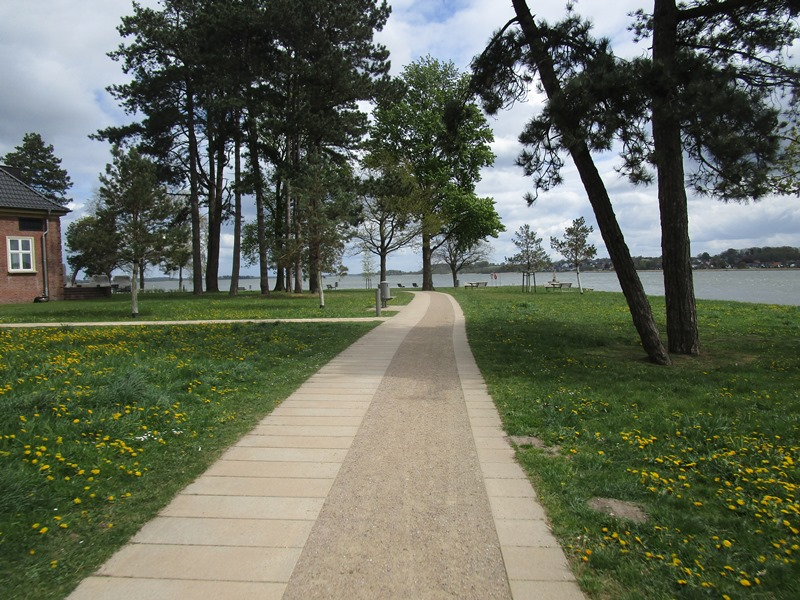
Promenade an der Schlei mit Blick auf das Kap der Freiheit

Für den anderen, verbliebenen südwestlichen Teil des ursprünglichen Plangebiets im Umfang von 16,5 Hektar wurde ab Mai 2008 der Bebauungsplan 83B aufgestellt. Zuvor war zwischen Dezember 2005 und April 2006 ein städtebaulicher Realisierungswettbewerb durchgeführt worden, dessen Ergebnisse durch Beschluss der Ratsversammlung vom 26. Juni 2006 in die Bauleitplanung einflossen. Es wurden 4,8 Hektar allgemeine Wohngebiete und 1,5 Hektar gemischte Bauflächen festgesetzt. Es wurden zwischen 2008 und 2014 insgesamt vier Entwürfe des Bebauungsplans erstellt. Am 29. September 2014 erging der Satzungsbeschluss. Der Bebauungsplan Nr. 83B ist am 4. Oktober 2014 in Kraft getreten. 2015 und 2017 erfolgten geringfügige Änderungen des Bebauungsplans. Mit dem Bau der ersten Wohnungen und Häuser wurde bereits 2009 begonnen. 2010 zogen die ersten Bewohner ein.
Für das Gesamtareal hatte der Käufer der Kaserne weitreichende Pläne: es sollte insbesondere ein Hotel mit 150 Doppelzimmern, ein Ferienpark mit 130 Wohnungen, eine Gesundheitstherme, ein Binnenhafen, Bootsliegeplätze und ein Pflegezentrum für 80 Bewohner entstehen. Doch 2012 zog sich die Stadt aus dem Thermenprojekt zurück. Der Investor geriet 2013 in finanzielle Schwierigkeiten, so dass sich der Baufortschritt auch in dem südwestlichen Neubaugebiet verzögerte. Für die Realisierung der weiteren Vorhaben fehlte das Kapital.
Im Juli 2013 setzte sich eine Bürgerinitiative für den Erhalt des Wachhauses an der Zufahrt zur ehemaligen Kaserne ein. Doch es wurde schließlich abgerissen.
2015 wurde für ein markantes Kasernengebäude, dessen Grundriss die Form eines Flugzeuges aufweist, ein Investor für ein Ärztehaus gefunden. Auch das ehemalige Offizierskasino fand 2015 einen neuen Käufer, der ein Restaurant und Hotel in dem Gebäude einrichtete, nachdem zuvor einige Investoren und Nachnutzer aufgegeben hatten.

### Investorenwechsel
2016 verabschiedete sich der Investor von seinem Binnenhafen-Projekt und verkaufte zentrale Grundstücksflächen im Umfang von etwa 8 Hektar im mittleren Bereich der ehemaligen Kaserne 2017 an ein Unternehmen aus Gießen, das die Errichtung einer Seniorenresidenz und von Wohngebäuden verfolgt.
Im östlichen Baugebiet rückten im September 2016 Abrissbagger an, um ein Gebäude innerhalb eines noch aus der militärischen Nutzung erhaltenen Ensembles abzureißen, in dem von 2008 bis Juni 2016 ein Kultur- und Kommunikationszentrum Räume genutzt hatte. Der Landeskonservator von Schleswig-Holstein sah daraufhin keinen Sinn mehr, das Ensemble unter Denkmalschutz zu stellen. Der 12,5 Hektar große Ostteil der Kaserne um das bestehende Kulturzentrum „Heimat“, das in dem früheren Mannschaftsheim entstanden war, wurde 2017 von der Stadt und der Schleswiger Wohnungsbaugenossenschaft erworben. Geplant war die Errichtung von Wohn- und Geschäftshäusern, der Ausbau des Kulturhauses und die Schaffung eines Parks. Im selben Jahr verabschiedete die Ratsversammlung einen städtebaulichen Rahmenplan für die im Wesentlichen noch nicht bebauten Kasernenbereiche.
Für ein 9075 Quadratmeter großes Grundstück für Wohnbebauung im westlichen Baugebiet fand sich 2017 ein Bauunternehmen aus Henstedt-Ulzburg als Käufer. Im selben Jahr hatte sich der erste Investor aus Schleswig vollständig zurückgezogen.
2017/2018 fielen weitere alte Kasernengebäude dem Abriss zum Opfer, darunter das Regattagebäude sowie das Ensemble um das frühere Kultur- und Kommunikationszentrum.

### Bebauung des Zentralbereichs
Für ein 10,8 Hektar großes zentrales Teilgebiet des ehemaligen Kasernengeländes fasste die Ratsversammlung am 24. Juni 2019 den Aufstellungsbeschluss für den Bebauungsplan Nr. 103 und die 25. Änderung des Flächennutzungsplans. Vorgesehen sind allgemeines und soziales Wohnen mit 405 Wohnungen, 50 Schülerwohnungen insbesondere für das dänische Gymnasium, ein Hotel mit ca. 50 Doppelzimmern, eine Kindertagesstätte, Einrichtungen der Tagespflege mit Praxen und Physiotherapie, Büroflächen, kleinteilige Gastronomie, eine der Versorgung des Gebietes dienende Nahversorgung, 30 Ferienwohnungen, ein Kranhafen, 13 schwimmende Häuser für Wohnen auf dem Wasser sowie gewerbliche und freiberufliche Nutzungen im Hafengebiet. Schließlich ist noch ein Pflegezentrum mit etwa 125 Betten sowie 50 Wohnungen für betreutes Wohnen geplant. Der Bebauungsplan ist rechtskräftig. 2020 begannen bereits die Arbeiten im Pionierhafen.

### Bebauung des nordöstlichen Gebietsteils
Für den Nordostteil der ehemaligen Kaserne beschloss die Ratsversammlung am 10. Februar 2020 die Aufstellung des Bebauungsplans Nr. 105 und am 25. Mai 2020 die 26. Änderung des Flächennutzungsplans. Geschaffen werden sollen im 10,9 Hektar umfassenden Plangebiet in diesem Gebiet allgemeiner und sozial gebundener Wohnraum mit insgesamt etwa 500 Wohnungen, kleinere Büroflächen, Flächen für Kunst- und kleine Handwerksbetriebe, ein Meditationszentrum sowie ein Hotel mit 80 Betten, Wellness-Bereich und Gastronomie. Eine bereits zwischen 2011 und 2014 errichtete Holländermühle „Nicola“, die zuvor bei Rendsburg damals als Mühle „Margarethe“ stand, befindet sich ebenfalls im Geltungsbereich des Bebauungsplans. Des Weiteren befindet sich hier ein spirituell offenes Kloster. Der 2. Entwurf des Bebauungsplans wurde von der Ratsversammlung am 8. Februar 2022 gebilligt und zur Auslegung bestimmt.

### Bebauung des Gebiets um das Kulturzentrum
Mit Aufstellungsbeschluss vom 20. April 2021 über den Bebauungsplan Nr. 102 "Auf der Freiheit – Zentralbereich" und der 24. Änderung des Flächennutzungsplans unternahm die Ratsversammlung von Schleswig den nächsten Schritt für die Erschließung des mittleren Teils ehemaligen Kasernenareals. Das Plangebiet umfasst eine Fläche von 6,23 Hektar. Vorgesehen sind allgemeiner und sozial gebundener Wohnraum mit 255 Wohnungen, Nutzungsmöglichkeiten für kleinere Büroflächen, Ateliers für Gewerbe, Kunst und Handwerk mit Verkaufsflächen, ein Veranstaltungszentrum und Bühne (ehemaliges Mannschaftsheim) mit neuer Theatersaal-Erweiterung, ein kleines Nahversorgungszentrum mit ergänzender Klein-Gastronomie und 50 Wohnungen, ein Zentrum mit größeren Büroflächen sowie ein Stadtteil-Parkhaus mit 450 Stellplätzen. Der Entwurf des Bebauungsplans wurde von der Ratsversammlung am 22. Februar 2022 gebilligt und zur Auslegung bestimmt.

## Sonstiges
Im Winter 2012 wurden auf der Freiheit Szenen für die Tatort-Folge Borowski und der brennende Mann gedreht.